# Noemat
Noemat (gr. νόημα) − treść myśli, w przeciwieństwie do aktu myślowego, czyli noezy.
- W filozofii Edmunda Husserla: to, ku czemu kierują się intencje aktów i przeżyć świadomych[1][2].
- W teorii prawa Amedea Contego(inne języki): termin "norma" może oznaczać noemat deontyczny, rozumiany jako "byt intencjonalny" oraz "stan rzeczy deontyczny in intellectu"[3].